# Prärie (film)
För TV-serien med denna svenska titel, se Prärie (TV-serie)
Prärie (originaltitel: The Sea of Grass) är en amerikansk western från 1947 med Spencer Tracy och Katharine Hepburn i huvudrollerna. Filmen är regisserad av Elia Kazan.

## Handling
Lutie (Katharine Hepburn), född och uppvuxen i St. Louis ger sig ut till den amerikanska prärien för att gifta sig med mannen hon älskar, överste James B. Brewton (Spencer Tracy). Men hon märker snart att hon inte alls delar sin makes uppfattningar när det gäller hur nybyggare ska få använda den grönskande betesmarken.
Trots deras dotter, glider makarna längre ifrån varandra, och under en resa så har Lutie en affär med av sin makes motståndare. En son resulterar ifrån affären, men när översten upptäcker vad som hänt skickar han bort Lutie. Kommer familjen någonsin återses?

## Rollista
| Spencer Tracy     | – Col. James B. 'Jim' Brewton   |
| Katharine Hepburn | – Lutie Cameron Brewton         |
| Robert Walker     | – Brock Brewton                 |
| Melvyn Douglas    | – Brice Chamberlain             |
| Phyllis Thaxter   | – Sara Beth Brewton             |
| Edgar Buchanan    | – Jeff (kock på Brewtons ranch) |
| Harry Carey       | – Doc J. Reid                   |